# دان كووي
دان كووي (بالإنجليزية: Don Cowie)‏ (15 فبراير 1983 بإنفرنيس في المملكة المتحدة - ) هو لاعب كرة قدم بريطاني في مركز الوسط. شارك مع منتخب اسكتلندا لكرة القدم. أما مع النوادي، فقد لعب مع كارديف سيتي ونادي إنفرنيس ونادي روس كاونتي ونادي واتفورد وهارت أوف ميدلوثيان وويغان أتلتيك.

## مسيرته الكروية
لعب دان كووي خلال مسيرته الاحترافية مع 6 أندية في اثنين وعشرين موسمًا وسجل خلالها 49 هدفًا ضمن 541 مباراة. ولم يفز بأي موسم بالكأس أو بالدوري.
خاض دان كووي مسيرته مع نادي روس كاونتي في موسم 2000–01 في المرة الأولى ليلعب معه سبعة مواسم ثم في موسم 2018–19 ولمدة موسمين، مشاركًا طوالها في 199 مباراة سجل خلالها 19 هدفًا. ثم انتقل إلى منتخب اسكتلندا الثانوي لكرة القدم ‏ في موسم 2007–08 ولمدة موسمين، حيث شارك في 59 مباراة سجل خلالها 12 هدفًا. لينتقل بعدها إلى نادي واتفورد في موسم 2008–09 واستمر معه طيلة ثلاثة مواسم، مشاركًا في 88 مباراة سجل خلالها 9 أهداف. ثم انتقل إلى نادي كارديف سيتي في موسم 2011–12 واستمر معه طيلة ثلاثة مواسم، مشاركًا في 86 مباراة سجل خلالها 6 أهداف. هذا وانتقل لاحقًا إلى نادي ويغان أتلتيك في موسم 2014–15 ولمدة موسمين، مشاركًا في 37 مباراة ولم يسجل أي هدف. ثم انتقل بعدها إلى نادي هارت أوف ميدلوثيان في موسم 2015–16 واستمر معه طيلة ثلاثة مواسم، مشاركًا في 72 مباراة سجل خلالها 3 أهداف.

## وصلات خارجية
- دان كووي على موقع الاتحاد الإسكتلندي (الإنجليزية)
- دان كووي على موقع قاعدة بيانات كرة القدم.إي يو (الإنجليزية)
- دان كووي على موقع ناشيونال فوتبول تيمز (الإنجليزية)
- دان كووي على موقع Soccerbase.com (لاعب) (الإنجليزية)
- دان كووي على موقع Soccerway.com (الإنجليزية)
- دان كووي على موقع عالم كرة القدم.نت (الإنجليزية)
- دان كووي على موقع AS.com (الإسبانية)